# Kettlersville

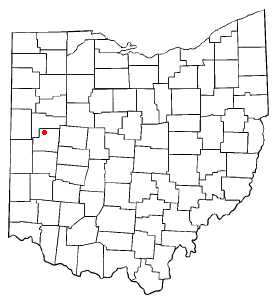
Kettlersville na planie stanu Ohio

Kettlersville – wieś w USA, w stanie Ohio, w hrabstwie Shelby.
Według danych z 2020 roku wieś liczyła 164 mieszkańców.